# Соколов, Ананий Петрович
Ананий Петрович Соколов (1911—2010) — полный кавалер ордена Славы, участник Великой Отечественной войны, разведчик 41-й отдельной гвардейской разведывательной роты 39-й гвардейской стрелковой дивизии, гвардии старшина.

## Биография
Ананий Петрович Соколов родился 16 декабря 1911 года в посёлке Амур-Чернозём Амур-Нижнеднепровского района (ныне в черте Днепра) Украины в семье рабочего. Русский. До службы в армии окончил 7 классов, работал слесарем на заводе. В РККА с 1933 по 1936 год и с 1942 года. На фронте в Великую Отечественную войну — с мая 1942 года. Особо отличился при освобождении Польши и в боях за Берлин.
Разведчик 41-й отдельной гвардейской разведывательной роты 39-й гвардейской стрелковой дивизии (8-я гвардейская армия) гвардии рядовой Соколов А. П. 27 января 1945 года, одним из первых ворвался в расположение противника на подступах к городу Познань (Польша), уничтожил пулемёт и до 10 солдат противника. 7 февраля 1945 года награждён орденом Славы 3-й степени.
20 апреля 1945 года группа бойцов, в которой действовал Соколов А. П., прорвалась через передний край обороны противника юго-восточнее д. Марксдорф (8 км юго-западнее города Зелов, Германия), нарушила связь и управление вражескими войсками, уничтожила группу автоматчиков, захватила «языка», который сообщил ценные сведения. С 20 по 23 апреля 1945 года, находясь в тылу противника, группа разгромила 4 гитлеровских гарнизона и нарушила движение на дороге к переднему краю вражеской обороны. 28 мая 1945 года награждён орденом Славы 2-й степени.
Во время боёв близ берлинского зоопарка вместе с группой бойцов обнаружил подземный ход, по которому проник в расположение противника и завязал бой в его тылу, захваченным фаустпатроном уничтожил вражеский пулемёт, мешавший продвижению наших стрелков. 11 июня 1945 года награждён орденом Славы 2-й степени, 24 октября 1966 года перенаграждён орденом Славы 1-й степени.
В 1945 году Ананий Петрович Соколов демобилизован. Вернулся в родной город Днепропетровск. Работал на металлургическом заводе «Коминтерн». С 1968 — старшина в отставке.
Умер 23 октября 2010 года.

## Награды
- Орден Отечественной войны I степени[1].
- Орден Славы I степени (№ 2679). Перенаграждён[2].
- Орден Славы II степени (№ 29416)[3].
- Орден Славы II степени[4].
- Орден Славы III степени (№ 199196)[5].
- Медаль «За отвагу»[6].
- Медаль «За отвагу»[7].
- Медаль «За отвагу».
- Медали СССР.

## Память
Установлена мемориальная доска на фасаде дома по улице Березинская, 14 в Днепре, где жил А. П. Соколов.